# フランカ・ディーチュ
フランカ・ディーチュ (Franka Dietzsch、1968年1月22日 - )は、ドイツの陸上競技選手。円盤投で1999年、2005年、2007年と3回、世界選手権を制した選手である。2007年の優勝時の年齢は39歳220日で、これはエリーナ・ズベレワ（ベラルーシ）が2001年に女子円盤投で優勝したときの40歳268日に次ぐ、世界選手権史上2位の高齢での優勝だった。

## 自己ベスト
- 円盤投　69.51m (1999年5月8日)

## 主な実績
| 年   | 大会                               | 場所                             | 種目   | 結果 | 記録   |
| ---- | ---------------------------------- | -------------------------------- | ------ | ---- | ------ |
| 1986 | 世界ジュニア選手権                 | アテネ(ギリシャ)                 | 円盤投 | 2位  | 60.26m |
| 1998 | ヨーロッパ選手権                   | ブダペスト(ハンガリー)           | 円盤投 | 1位  | 67.49m |
| 1998 | IAAFグランプリファイナル           | モスクワ(ロシア)                 | 円盤投 | 2位  | 65.24m |
| 1998 | IAAF陸上ワールドカップ             | ヨハネスブルグ(南アフリカ共和国) | 円盤投 | 1位  | 67.07m |
| 1999 | 世界選手権                         | セビリア(スペイン)               | 円盤投 | 1位  | 68.14m |
| 2000 | IAAFグランプリファイナル           | ドーハ(カタール)                 | 円盤投 | 1位  | 65.41m |
| 2000 | オリンピック                       | シドニー(オーストラリア)         | 円盤投 | 6位  | 63.18m |
| 2005 | 世界選手権                         | ヘルシンキ(フィンランド)         | 円盤投 | 1位  | 66.56m |
| 2005 | IAAFワールドアスレチックファイナル | モンテカルロ(モナコ)             | 円盤投 | 2位  | 61.91m |
| 2006 | ヨーロッパ選手権                   | イェーテボリ(スウェーデン)       | 円盤投 | 2位  | 64.35m |
| 2006 | IAAFワールドアスレチックファイナル | モンテカルロ(モナコ)             | 円盤投 | 1位  | 64.73m |
| 2006 | IAAF陸上ワールドカップ             | ギリシャ(アテネ)                 | 円盤投 | 1位  | 66.07m |
| 2007 | 世界選手権                         | 大阪(日本)                       | 円盤投 | 1位  | 66.61m |
| 2007 | IAAFワールドアスレチックファイナル | シュトゥットガルト(ドイツ)       | 円盤投 | 1位  | 62.58m |